# Duygu Asena
Duygu Asena née à Istanbul le 19 avril 1946 et morte dans la même ville le 30 juillet 2006 est une journaliste, écrivaine, actrice et militante pour les droits des femmes turque.

## Biographie
Duygu Asena est née en 1946 à Istanbul en Turquie. Son grand-père était le secrétaire personnel d'Atatürk. Après des études au collège privé pour filles Kadıköy , elle se diplôme en pédagogie à l' Université d'Istanbul puis travaille pendant deux ans à la clinique pour enfants de l'Hôpital Haseki et en tant que pédagogue à la maison des enfants de l'Université d'Istanbul . 
Duygu Asena commence à écrire en 1972 une tribune publiée dans le journal Hürriyet puis, entre 1976 à 1978, elle travaille dans une agence de publicité comme concepteur-rédacteur. En 1978, elle est rédactrice en chef d'une maison d'édition, et devient responsable de la création de plusieurs magazines féminins comme Kadınca, Onyedi, Ev Kadını, Bella, Kim and Negatif.
À partir des années 1980, ses publications dans les médias, à propos du mariage, de l'inégalité et de la violence envers les femmes, font de Duygu Asena un leader en Turquie du mouvement pour le statut et les droits des femmes . Auparavant, tombant amoureuse d'un collègue de travail au journal, elle avait perdu son emploi. Cela lui permet de constater qu'un homme turc, dans les mêmes circonstances, n'est pas licencié.
En 1987, elle publie son premier livre Kadının Adı Yok (La Femme n'a pas de nom), critique de l'oppression des femmes et du mariage forcé sans amour. Le livre, devenu un best-seller est interdit en 1998 par le gouvernement turc lors de sa 40e édition. Le motif invoqué est que le texte est obscène, dangereux pour les enfants et sape le fondement du mariage. Après deux ans de procès, l'interdiction est levée, le livre est adapté au cinéma par le réalisateur Atıf Yılmaz avec comme actrice Hale Soygazi. Des traductions du livre sont publiés en Allemagne aux Pays-Bas devenant un best-seller également en Grèce. Son deuxième livre Aslında Aşk da Yok, considéré comme la continuation du premier est traduit et publié à l'étranger. Tous les livres suivants deviennent des best-sellers.
De 1992 et 1997, Duygu Asena présente une émission à la télévision d'état TRT 2 et commence une activité de chroniqueuse dans le journal Milliyet, poursuivant dans Cumhuriyet et Yarın. 
Duygu Asena a joué dans trois films Umut Yarıda Kaldı (L'Espoir est brisé), Yarın Cumartesi (Demain c'est samedi) et Bay E (Mr. E).
Duygu Asena est décédée d'une  tumeur au cerveau, contre laquelle elle combattait depuis deux ans à l'Hôpital Américain d' Istanbul. Elle est enterrée au Cimetière de Zincirlikuyu.

## Publications
- Kadının Adı Yok (La Femme n'a pas de nom), 184 pages, 1987, 59e édition, 2004,  (ISBN 975-506-122-3) (aussi en grec et en italien)
- Aslında Aşk da Yok (Actuellement, Il n'y a pas d'amour aussi), 192 pages, 1989, 40e édition, 2004,  (ISBN 975-506-128-2)
- Kahramanlar Hep Erkek (Les Héros sont toujours des hommes), 160 pages, 1992, 23e édition, 2005,  (ISBN 975-506-108-8)
- Değişen Bir Şey'Yok ( Rien n'a changé), 118 pages, 1994, 43e édition, 2004,  (ISBN 975-325-000-2)
- Aynada Aşk Vardı (Il y a de l'amour dans le miroir), 360 pages, 1997, 22e édition, 2004,  (ISBN 975-325-456-3)
- Aslında Özgürsün (En fait, vous êtes Libre), 276 pages, 2001, 21e édition, 2004,  (ISBN 975-6612-14-2)
- Aşk Gidiyorum Demez (L'Amour ne doit signifier « je quitte »), 208 pages, 2003, 14e édition, 2003,  (ISBN 975-293-083-2)
- Paramparça (Déchiré), 157 pages, 2004, 14e édition, 2006,  (ISBN 975-293-205-3)

En langue allemande
- Die Frau hat keinen Namen (La Femme n'a pas de nom), 174 pages, 1992, Piper, München,  (ISBN 3-492-11485-7)
- Meine Liebe, Deine Liebe (Mon Amour, Ton Amour), 215 pages, 1994, Piper, München,  (ISBN 3-492-11792-9)

En langue néerlandaise
- De vrouw heeft geen naam (La Femme n'a pas de nom), 219 pages, 2005, de Kern,  (ISBN 90-325-1011-8)
- Eigenlijk ben je vrij (Maintenant, vous êtes libre), 222 pages, 2005, de Kern,  (ISBN 90-325-1006-1)

En langue française
- Une femme n'a pas de nom, parution prévue en décembre 2025, (ISBN : 978-2-9585142-3-5)

## Distinctions
- 1988 - People at the Summitl par le magazine Nokta.
- 1988 - Meilleur Auteur par l'Université du Bosphore pour Kadının Adı Yok.
- 1995 - Meilleur Auteur par l'Université du Bosphore.
- 1998 - Prix « 75 Femmes en 75 Ans ».